# محمد رضا عباسي
محمد رضا عباسي (بالفارسية: محمدرضا عباسی) هو لاعب كرة قدم إيراني، من مواليد 27 يوليو 1996، يلعب مع نادي تراكتور سازي.

## روابط خارجية
- محمد رضا عباسي على موقع قاعدة بيانات كرة القدم.إي يو (الإنجليزية)
- محمد رضا عباسي على موقع Soccerway.com (الإنجليزية)